# Expansión cuantitativa

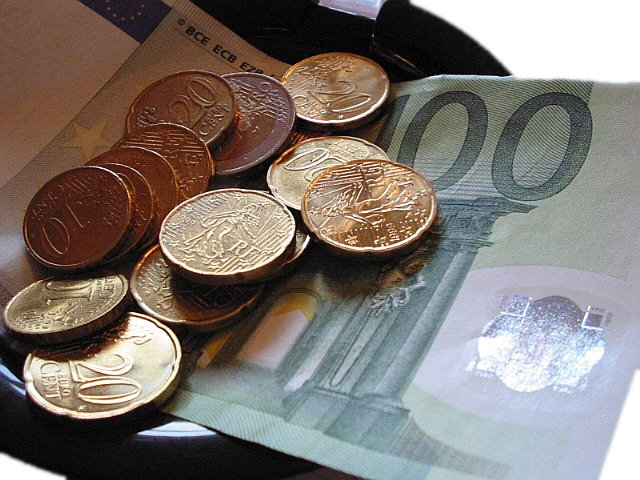
Los euros representan muy bien la expansión cuantitativa.

La expansión cuantitativa (EC) —en menor medida, flexibilización cuantitativa (FC)— (en inglés: quantitative easing, cuyo acrónimo es QE) es una herramienta no convencional de política monetaria utilizada por algunos bancos centrales para aumentar la oferta de dinero, aumentando el exceso de reservas del sistema bancario, por lo general mediante la compra de activos financieros en el mercado, ya sean acciones, bonos privados y/o del estado. Al aumentar la masa monetaria, el valor de la moneda disminuye (se produce inflación) y, con ello, se reducen las tasas de interés a largo plazo. Esta medida suele ser utilizada cuando métodos más habituales de control de la oferta de dinero no han funcionado; por ejemplo cuando la tasa de interés de descuento o la tasa de interés interbancaria están cerca de cero. La expansión cuantitativa es a veces descrita coloquialmente como "imprimir dinero", ya que la compra de activos a la banca por parte del banco central se hace con dinero nuevo creado por esta institución.
Por "cuantitativa" se refiere a la creación de una cantidad específica de dinero, por "expansión" (o "flexibilización") se refiere a la reducción de la presión sobre los bancos. Sin embargo, otra explicación es que el nombre viene de la expresión en idioma japonés para "política monetaria estimulante", que utiliza el término "flexibilización".[cita requerida] Entre los ejemplos de economías en las que esta política se ha utilizado incluye a Japón a principios del siglo XXI, Estados Unidos, Reino Unido y la zona euro desde la crisis financiera mundial de 2007 hasta la fecha, ya que el programa es adecuado para las economías donde la tasa de interés bancaria, de descuento y/o interbancaria están cerca de cero o en negativo. La EC fue utilizada a lo largo del mundo en respuesta a la pandemia de COVID-19.
La expansión cuantitativa puede ayudar a empujar la economía fuera de una recesión y garantizar que la inflación no caiga por debajo del objetivo del banco central. Sin embargo, los programas de EC han tenido detractores por sus riesgos y efectos secundarios, por ejemplo que la política sea más efectiva de lo previsto contra la deflación, llevando a inflación más alta a largo plazo, o que no sea lo suficientemente efectiva si los bancos continúan reacios a realizar préstamos.

## Estados Unidos
Durante el pico de la crisis financiera de 2008, la Reserva Federal de Estados Unidos expandió su balance de manera excepcional al agregar nuevos activos y nuevos pasivos sin "esterilizarlos" mediante restas correspondientes. En marzo de 2009, tenía 1,75 billones de dólares de deuda bancaria, valores respaldados por hipotecas y letras del tesoro; esta cantidad alcanzó un máximo de 2,1 billones en junio de 2010.

## Eurozona
El Banco Central Europeo (BCE) realizó compras a gran escala de bonos en mayo de 2009 y alrededor de 250.000 millones de euros de bonos soberanos de Estados miembros seleccionados en 2010 y 2011, sin embargo, hasta 2015, el BCE se negó a admitir abiertamente que estaban empleando expansión cuantitativa. A partir de marzo de 2015, se planteó que el estímulo duraría por lo menos hasta septiembre de 2016 con una EC total de al menos 1,1 billones de euros. El entonces presidente de BCE, Mario Draghi, anunció que el programa continuaría "hasta que veamos un ajuste continuo en la trayectoria de la inflación", refiriéndose a la necesidad del BCE de combatir las amenazas de deflación en la eurozona a principios de 2015.

## Japón
La expansión cuantitativa es un instrumento de política monetaria que el Banco de Japón (BOJ) utilizó para combatir la deflación a comienzos de 2000. El BOJ decidió mantener los tipos de interés a corto plazo cerca de sus valores mínimos cercanos a cero, desde 1999. Más recientemente, el BOJ ha inundado a los bancos comerciales con un exceso de liquidez para promover los préstamos privados, dejando a estos bancos comerciales con grandes excesos de reservas.